# 双江镇 (重庆市)
双江镇是重庆市潼南县下辖的一个镇，位于潼南县城西北约10公里处的涪江南岸，距重庆市区168公里。因镇之两侧的猴溪和浮溪蜿蜒环绕，故名双江。双江于2003年被列为第一批中国历史文化名镇。
双江建于清代初期，1912年划归潼南县管辖。
现有20多处保存完整的清代民居，有省级文物保护单位2处。主要景点有杨氏民居（杨闇公和杨尚昆旧居）、河街丁字口茶楼、禹王宫（湖广会馆）、白崇禧将军官邱、蒋介石行辕以及菊石化石群。
319国道及渝遂高速公路从境内通过。

## 行政区划
桥头溪乡下辖以下地区：
双江镇社区、金龙村、仙鹅村、五里村、龙门村、管店村、丁沟村、老关村、木井村、新店村、林湾村、高石村、板仓村、祠堂村、双林村、白鹤村、社田村、菜湾村、花沟村、九道村和白云村。